# Институт археологии и искусствознания
Институ́т археоло́гии и искусствозна́ния — советское научно-исследовательское учреждение, сначала при ФОН МГУ, затем при РАНИОН.
5 августа 1921 года на заседании научно-политической секции ГУС в числе других научно-исследовательских институтов при ФОН МГУ был учреждён Институт искусствознания, тогда же были утверждены его структура и штат. 18 октября в состав института была введена секция археологии, и он был переименован в Институт археологии и искусствознания.

## Структура
В 1921—1924 годах Институт делился на семь секций:
- археологии
- античного искусства (В. К. Мальмберг, Н. А. Щербаков, Д. С. Недович, с 1922 А. И. Анисимов)
- русского искусства (А. А. Сидоров)
- западного искусства (В. Е. Гиацинтов)
- восточного искусства (Б. П. Денике)
- теории искусства (Б. Р. Виппер, А. Г. Габричевский)
- прикладного искусства (фактически не функционировала)

Директором первоначально был назначен И. Э. Грабарь, но уже в ноябре 1921 его сменил Б. Р. Виппер.
После основания РАНИОН в 1924 году Институт был реорганизован. Теперь в его главе стояла коллегия:
- директор (нарком просвещения А. В. Луначарский, затем В. М. Фриче)
- заместитель директора (П. С. Коган)
- председатель отделения (с 1927 секции) искусствознания (А. А. Сидоров, он же и. о. директора)
- председатель социологической секции (с 1928 секция теории и методологии) (В. М. Фриче, с 1928 И. Л. Маца)
- председатель отделения археологии (В. А. Городцов)
- секретарь (Г. В. Жидков)

10 апреля 1931 года Институт был ликвидирован вместе с РАНИОН.